# Морейская династия
Морейская династия, также Морейский дом или Клан Руайдри (англ. House of Morey, гэльск. Clann Ruaidrí) — историографический и генеалогический конструкт, иллюстрирующий преемственность правителей, чья резиденция находилась в королевстве Морей, и которые порой правили и более крупным королевством, в основном — Королевством Шотландия. Являясь важной составляющей шотландской политики на протяжении XI века, они достигли пика своего могущества во время правления Макбета между 1040 и 1057 годами.

## История
Клан Руайдри впервые появляется в документальных источниках в 1020 году, когда Финдлайх мак Руайдри был убит его племянниками, сыновьями Маэля Бригте. Смерть Финдлайха зафиксирована как в Анналах Тигернаха, где он описан как Мормэр из Морея, так и в Анналах Ольстера, где он описан как король Альбы.
Утверждается, что клан Руайдри произошел по мужской линии от Кенел Лоарна, одного из правящих родов гэльской Дал Риады, основываясь на генеалогии Маэля Снехтая, воспроизведённой в четырёх ирландских рукописях. В настоящее время доказано, что эта генеалогия является явной и хронологически невозможной фальсификацией, созданной в XI или XII веках путем объединения трёх существующих генеалогий. В родословной упоминается только одно имя, помимо предков Маэля Снехтая, уже идентифицированных по летописным источникам, — это Домналл, отец Руайдри, который был отцом Финдлайха из Морея. Непосредственным предком Домналла считается Монган мак Домнайлл, который на самом деле умер ок. 700, более чем за три столетия до смерти Финдлайха в 1020 году.
В те периоды, когда престол занимала враждебная им династия, вожди Морея обычно имели свое фактически независимое государство Морей, где правила череда королей (киниглетсов) или мормэров.
Наследование власти происходило в строгом соответствии с правилами танистри, что на практике приводило к тому, что ветви расширенной семьи лидеров поочередно занимались управлением, что, возможно, способствовало поддержанию баланса между важными ветвями. Это довольно типично для племенных обществ, где первородство встречается гораздо реже, чем агнатическое старшинство или последовательность наследования престола. Например, Макбет, король Шотландии, происходил от одной ветви, а его пасынок Лулах — от другой.